# ボルツマン方程式
ボルツマン方程式 (英: Boltzmann equation)は、運動論的方程式の一つの形で、粒子間の2体衝突の効果だけを出来るだけ精確に取り入れたボルツマンの衝突項を右辺にもつ方程式である。そしてそれは気体中の熱伝導、拡散などの輸送現象を論ずる気体分子運動論の基本となる方程式である。

## ボルツマン方程式
時刻 t における速度分布関数 f(x, v, t) を考える。ここで、x, v はそれぞれ位置、速度で、f(x, v, t) dx dv は位相空間の体積要素 dx dv 内の粒子数を表す。希薄気体では粒子間の相互作用は2つの粒子の衝突だけが効き、3つ以上の粒子が同時に相互作用する多体衝突は無視できる。するとこの速度分布関数の時間発展は
{\displaystyle {\frac {\partial f}{\partial t}}+{\boldsymbol {v}}\cdot {\frac {\partial f}{\partial {\boldsymbol {r}}}}+{\frac {\boldsymbol {F}}{m}}\cdot {\frac {\partial f}{\partial {\boldsymbol {v}}}}=\iint (f'f_{1}'-ff_{1})g\,\mathrm {d} \Omega \,\mathrm {d} {\boldsymbol {v}}_{1}}
という方程式に支配される。これがボルツマン方程式で、その右辺をボルツマンの衝突項と言う。そしてそのカッコ内の第1項は衝突によって速度 v の粒子が生まれる過程を、第2項は衝突によって速度 v の粒子が失われる過程を表す。
右辺を構成する各記号の意味は次の通りである。まず粒子衝突は 速度がそれぞれ v, v1 である2粒子が衝突してそれぞれ v', v1' になったとし、それらを変数に持つ速度分布関数をそれぞれ
{\displaystyle f\equiv f({\boldsymbol {v}},{\boldsymbol {r}},t),\quad f_{1}\equiv f({\boldsymbol {v}}_{1},{\boldsymbol {r}},t),\quad f'\equiv f({\boldsymbol {v}}',{\boldsymbol {r}},t),\quad f_{1}'\equiv f({\boldsymbol {v}}_{1}',{\boldsymbol {r}},t)}
と略記してある。また g は衝突する2個の粒子の相対速度 g = v1 − v の大きさで、dΩ は衝突の微分断面積を表していて、2粒子間にはたらく力と相対位置を決めれば定まる量である。
ボルツマン方程式は 1872年にボルツマンによって導入され、彼のH定理の証明に用いられた。

## H定理
孤立した粒子系を考え、時間の関数 H(t) を
{\displaystyle H(t)\equiv \iint f\ln(f)\,\mathrm {d} {\boldsymbol {v}}\,\mathrm {d} {\boldsymbol {r}}}
で定義する。ただし、積分は速度に関しては全速度、空間座標に関しては粒子系が占める全領域にわたって行う。すると上記ボルツマン方程式の両辺に ln f を乗じて v', r について積分し、変形することにより
{\displaystyle {\frac {\mathrm {d} H}{\mathrm {d} t}}=-{\frac {1}{4}}\iiiint (\ln(f'f_{1}')-\ln(ff_{1}))(f'f_{1}'-ff_{1})g\,\mathrm {d} \Omega \,\mathrm {d} \mathbf {v} \,\mathrm {d} \mathbf {v_{1}} \,\mathrm {d} \mathbf {r} }
が得られる。ここで被積分関数は (ln x − ln y)(x − y) の形をしていて常に正または0であるから
{\displaystyle {\frac {\mathrm {d} H}{\mathrm {d} t}}\leq 0}
が結論される。これがボルツマンのH定理である。そして H はこの粒子系のエントロピー S と S = − kH と関係付けられるから（k はボルツマン定数）、これは粒子系のエントロピーが時間とともに増大するか一定値にとどまるだけで、減少することはないことを意味する。そしてさらに、それが一定値にとどまるためには全領域で f' f'1 = f f1 が成立することが必要となる。そのとき f はマクスウェル分布であることが示される。
なお、孤立系でなくても粒子の空間分布が一様な場合は r の積分を任意の有限領域に限定することにより、dH/dt に対し上記と同じ形の式が導かれ、同じ結論が得られる。しかし、空間的に非一様な分布の場合には余分な項が生じ、上の議論が成り立たない。これはその領域と隣接領域との間にエントロピーのやり取りが生ずるので、エントロピーの非減少は保証されないことを意味する。
H定理はボルツマンの時代から力学の可逆性との関係で活発な議論を巻き起こし、それがこの定理の物理的内容の理解を深めた。またその概念はその後、ボルツマン方程式を離れて広く論じられた。

## 気体論への適用の歴史
気体分子運動論はそれを構成する気体分子の振舞いを力学的に論ずることによって気体の性質を説明する理論であって、マクスウェルによる粘性係数の理論が実験的に確認されるなど、大きな成果をあげていたが、それらは多くの直感に支えられていた。そこへ粒子間衝突の効果を精確に記述するボルツマン方程式が現れたので、それを基礎に気体を研究することが試みられた。しかし、ボルツマン方程式は非線形微分積分方程式なのでそれを解くことは容易ではなく、1872年の方程式提出から40年あまりみるべき成果がなかった。その間、1912年には数学界の泰斗ヒルベルトがこれを解く努力をしたが、満足すべき結果が得られずに終った。
1917年になってエンスコグが学位論文を提出し、そこで初めてボルツマン方程式を解いて粘性係数などの輸送係数を定める実行可能な方法が提起された。そしてそれを用いて得られた輸送係数が他の方法でチャップマンが得たものと一致することが示されて、その方法が広く受け入れられることになった。その後 チャップマンらの研究でボルツマン方程式による気体論は大きく発展し、その方法と成果は Chapman & Cowling (1939) に纏められた。